# Vogelpark Abensberg
Koordinaten: 48° 48′ 15″ N, 11° 49′ 34″ O
Der Vogelpark Abensberg ist ein auf privater Basis betriebener Kleinzoo in Abensberg im Landkreis Kelheim in Bayern.

## Tiere
Der Park wurde in den Jahren 1994 und 1995 grundlegend erneuert. Eingebettet in die natürliche Umgebung eines 28.000 m² großen Waldareals, mit Teichen und Wasserläufen, werden hier südlich der Donau am Welschenbach heimische Land- und Wasservögel, aber auch eine Vielzahl von exotischen Vögeln aus allen Regionen der Welt gezeigt. Darunter sind Laufvögel wie Emus oder Nandus. Neben den Vögeln sind auch einige Säugetierarten wie Kängurus, Alpakas oder Hängebauchschweine zu sehen.

### Entlaufene Kängurus
Im Jahr 2000 brachen Unbekannte das Gehege der Kängurus auf, worauf vier von ihnen entliefen. Zwei kehrten unversehrt zurück, eines wurde überfahren und ein viertes blieb verschwunden. Dieses wurde dann nach zahlreichen Pressemeldungen angeblich im gesamten Gebiet Bayerns gesichtet.